# Anton Pachinger
Anton Maximilian Pachinger (* 22. November 1864 in Linz; † 30. November 1938 in Wien) war ein österreichischer Wissenschafter und Volkskundler, mit dessen Sammlung das Linzer Stadtmuseum Nordico gegründet wurde.

## Leben
Pachinger war der Sohn des reichen Linzer Eisen- und Waffenhändlers Anton Pachinger (1829–1900) und dessen Frau Theresia, geb. Mayr. Er bestand 1886 nach mehreren Schulwechseln in Linz die Reifeprüfung und studierte anschließend bis 1890 Rechtswissenschaften, von 1890 bis 1892 Medizin und dann bis 1897 Kunstgeschichte und Archäologie in Wien, wobei er keinen der Studiengänge abschloss.
Im Jahr 1889 erregte der damals 25-jährige Pachinger Aufsehen, als er behauptete, in einem von ihm in Linz ausgehobenem Grab aus dem 16. Jahrhundert ein weibliches Skelett gefunden zu haben, dessen Beckenknochen von einem Keuschheitsgürtel aus Leder und Eisen umschlossen war. Die Authentizität dieses Fundes kann nicht mehr untersucht werden, da das Fundstück verschwunden ist.
In späteren Jahren interessierte er sich für Sittengeschichte, Münzkunde und Archäologie. Anton Pachinger war zuerst als Antiquitätenhändler zwischen Linz, Wien, München und Salzburg unterwegs, bevor er schließlich ab 1915 in München sesshaft wurde, wo er im Hotel „Fränkischer Hof“
wohnte und als beeidigter Gerichtssachverständiger für alte Kunst und Kunstgewerbe arbeitete.
Pachinger verfasste als Wissenschaftler etliche kunstgeschichtliche und volkskundliche Schriften. Nach dem Ersten Weltkrieg kam es zur Geldentwertung und aufgrund dieser verlor er den Großteil seines Vermögens. Ihm blieben noch zwei Häuser in Linz und seine Sammlungen, welche ihm die Stadt Linz 1928 gegen eine Leibrente und ein lebenslanges Wohnrecht abkaufte. Die Sammlung Pachingers begründete später das Linzer Stadtmuseum Nordico. Bereits 1917 hatte er seine bedeutende Sammlung von Wallfahrtsmedaillen und Weihemünzen aus Österreich und Süddeutschland dem Wiener Münzkabinett geschenkt. In Anerkennung dieser großzügigen Spende wurde ihm der Orden der Eisernen Krone III. Klasse verliehen. Der Titel eines Hofrats wurde ihm schon früher vom Großherzog von Hessen-Darmstadt verliehen. 1924 wurde er zum „Ehrenkonservator“ des Germanischen Nationalmuseums in Nürnberg ernannt.
In München gründete Pachinger 1926 „Die Mappe“, eine noch heute bestehende gesellige Vereinigung von Freunden der graphischen Künste.
Er war mit zahlreichen Künstlern und Schriftstellern befreundet, darunter Alfred Kubin, Franz von Bayros, Alexander Roda Roda, Gustav Gugitz und vor allem Fritz von Herzmanovsky-Orlando, dem er als Vorlage für mehrere Sonderlingsgestalten in dessen Werken diente (Rat Großkopf in Der Gaulschreck im Rosennetz, Blasius Großwachter in Rout am Fliegenden Holländer und Xaver Naskrückl, der Münchner Sammler von „Fehlwäsche“ und Apostelbärten in Das Maskenspiel der Genien). Eine der von Herzmanovsky-Orlando überlieferten Anekdoten zeichnet Pachinger als „einen sehr merkwürdigen Sonderling, der einem E. T. A. Hoffmann alle Ehre gemacht hätte“:

„Er sammelte auch wahren Dreck, geradezu abstruse Dinge. So begegnete ich ihm einmal in einer regnerischen Sturmnacht in München, wo ihm ein Paket von Boreas entrissen wurde, in dem sich ein ausgestopfter Mops befand.

»Laß den Mist liegen«, riet ich ihm.

»Wos? dees Prachtstück liegen lassen? ean Mops von der Fanny Elßler gottselig! Dees is ja ein vatterländisches Monument ersten Ranges für an jeden Österreicher … möcht wissen, wie der nach München kommen is … seit Jahren stell i dem Mops nach … hat an alten Mutterl ghört … hat 'n nit hergehm wolln … nit hergehm wollen … aber vor aner Stund is gstorm, … 's alte Weiberl … und die jammernden Hinterbliebenen ham ean billig hergebm … an Mops. Jo. Die amtliche Beglaubigung hab i auch. Jo.«“

Weitere anekdotische Erzählungen Herzmanovsky-Orlandos, in denen Pachinger als „Onkel Toni“ erscheint, sind „Onkel Tonis verpatzter Heiliger Abend“, „Onkel Toni und Nietzsche“ und „Onkel Toni und die Klystierspritze“.
Weniger freundlich gezeichnet erscheint Pachinger in den Tagebüchern Franz Kafkas, wo er als obsessiv sowohl in Hinblick auf seine Sammelleidenschaften als auch seine Neigung zu beleibten Damen dargestellt wird.
Wegen der politischen Lage in Deutschland übersiedelte Pachinger zunächst nach Graz und schließlich nach Wien, wo er im dortigen Sophienspital am 30. November 1938 starb.
Das Grab Pachingers befindet sich auf dem St. Barbara-Friedhof in Linz (1. Sektion, Gruft Nr. 80), wo seine Urne am 28. Januar 1939 beigesetzt wurde. Dort ist auch seine Wirtschafterin und Lebensgefährtin Maria Bajerlacher (oder Baierlacher, 1872–1944) bestattet, die dem Leibrentenvertrag von 1928 entsprechend bis zu ihrem Tod das von Pachinger der Stadt Linz übereignete Haus Bethlehemstraße 31 bewohnte.
Nach Pachingers Tod wurden seine Sammlungen aufgeteilt auf das Kunsthistorische Museum in Wien, das Germanische Nationalmuseum in Nürnberg, das Schweizerische Museum für Volkskunde in Basel und das Oberösterreichische Landesmuseum in Linz. Seine Bibliothek ging in den Besitz des Stadtarchivs von Linz über.

## Ehrung
Die Linzer Pachingerstraße wurde 1977 nach ihm benannt. Sie befindet sich in Kleinmünchen und zweigt von der Franz-Kurz-Straße zur Dürerstraße ab.

## Werke
- Strumpfbandverse. Kulturgeschichtliche Plauderei. Linz o. J.
- Wallfahrts- und Weihemünzen des Erzherzogtums Österreich ob der Enns. Musealverein 'Laureacum', Enns 1904
- Medaillen von Peter und Paul Seel und diesen verwandten Meistern. Eine Ergänzung zu Gustav Zellers gleichnamiger Monographie. Unedierte Medaillen auf bayerische Wallfahrtsorte, Kirchen und Klöster aus der Sammlung Pachinger – Linz. Bayerische Numismatische Gesellschaft, München 1904
- Die Mutterschaft in der Malerei und Graphik. München 1906
- Wallfahrts-, Bruderschafts- und Weihe-Medaillen der gefürsteten Grafschaft Tirol und Vorarlberg. Ludwig, Wien 1908
- Wallfahrts-, Bruderschafts- und Gnadenmedaillen des Herzogtums Salzburg. Ludwig, Wien 1908
- Glaube und Aberglaube im Steinreich. Weiffenbach, München 1912.
- Ein Talisman der Katharina von Medizi. In: Antiquitäten-Rundschau. Zeitschrift für Museen, Sammler und Antiquare. Bd. 13 (1915), Nr. 8, 13. April 1915, S. 57–60, Nr. 9, 27. April 1915, S. 65–67, Nr. 10, 11. Mai 1915, S. 73f., Nr. 11, 25. Mai 1915, S. 81–83 Nr. 12, 8. Juni 1915, S. 89–91, Nr. 13, 22. Juni 1915, S. 97f., Nr. 14, 6. Juli 1915, S. 105f., Nr. 15, 20. Juli 1915, S. 113f.
- Astrologisch-medizinische Medaillen. Thieme, Dresden 1915, 16 S.
- Die Hebamme. Eine kulturgeschichtliche Studie. 1924
- Elizabeth Villiers: Amulette und Talismane und andere geheime Dinge : eine volkstümliche Zusammenstellung von Glücksbringern, Sagen, Legenden und Aberglauben aus alter und neuer Zeit. Bearbeitet und erweitert von Anton Maximilian Pachinger. Drei Masken, Berlin u. a. 1927